# Lecanthus peduncularis
Lecanthus peduncularis là loài thực vật có hoa trong họ Tầm ma. Loài này được (Wall. ex Royle) Wedd. mô tả khoa học đầu tiên năm 1869.